# Digitalna elektronika
Digitalna elektronika je dio elektronike koji se bavi obradom digitalnog signala. To je signal kojemu vrijednosti čine diskretan skup, a najčešći je tzv. binarni signal kod kojeg se razlikuju samo dvije vrijednosti.
Digitalna elektronika se bavi i principima funkcioniranja i načinima izvedbe digitalnih elektroničkih sustava koji se prvenstveno upotrebljavaju u računalima. Osim u računalstvu digitalna elektronika se koristi i u različitim područjima elektrotehnike kao što su: automati, zabavna elektronika, robotika, automatizacija, mjerni uređaji, radio i telekomunikacijski uređaji i sl.